# مچینجی
مچینجی (به لاتین: Mchinji) یک شهر در مالاوی است که در منطقه مرکزی مالاوی واقع شده‌است.

## خصوصیات
مچینجی ۲۵٬۱۸۴ نفر جمعیت دارد و ۱٬۱۸۱ متر بالاتر از سطح دریا واقع شده‌است.

## جمعیت
| سال  | جمعیت   |
| ---- | ------- |
| ۱۹۸۷ | ۲۴۹٬۸۴۳ |
| ۱۹۹۸ | ۳۲۴٬۹۴۱ |
| ۲۰۰۸ | ۴۵۸٬۵۵۶ |